# Alice no Mundo da Internet
Alice no Mundo da Internet é um filme brasileiro de 2022, do gênero comédia. Dirigido por Fabrício Bittar e estrelado por Lorena Queiroz, o filme foi distribuído internacionalmente pela Netflix.

## Elenco
- Lorena Queiroz como Alice[3]
- João Guilherme como Gato Atualoncio
- Pietra Quintela como Raissa
- Pedro Miranda como Lucas
- Bibi Tatto como Rainha dos Bots
- Cassio Scapin como Mod
- Lucas Salles como Vladmir
- Gusta como Estragão